# Bharat Electronics Limited
Bharat Electronics Limited (BEL, BSE:500049, NSE:BEL) — государственная компания Индии, один из крупнейших поставщиков электронной аппаратуры для индийской армии. В состав компании входит 9 заводов и несколько региональных представительств.
По состоянию на 1 апреля 2008 года портфель заказов компании составляет 94,5 млрд. рупий ($2,1 млрд.).

## Продукция
Компания разрабатывает и производит продукцию в следующих отраслях промышленности:
- Машины для голосования[англ.]
- Радары
  - Контрбатарейный радар BEL[англ.]
  - Радар наблюдения за полем боя BEL[англ.]
  - Допплеровский радар INDRA[англ.]
  - Трёхкоординатный радар 3D-CAR
- Электросвязь
- Радиовещание и Телевидение
- Оптоэлектроника
- Информационные технологии
- Полупроводники
- Ракетное оружие
  - ЗРК «Акаш»
- Гидроакустические станции
- Комплексные системы связи
- Системы управления стрельбой
- Системы электронного противодействия
  - Система РЭБ Samyukta[англ.]
- Симуляторы
- Танковая электроника
  - Комбинированный прицел для танка «Арджун»
- Военная связь
  - Система связи Data Link II для самолёта P-8I
- Солнечная энергия
- Военно-морские системы

|  |  |  |

## Объекты
Заводы компании «Bharat Electronics» расположены в следующих городах:
- Бангалор (штаб-квартира)
- Панчкула (терр. Чандигарх)
- Котдвара
- Газиабад
- Пуна
- Хайдарабад
- Военно-морская база Мумбаи
- Мачилипатнам
- Ченнай

Региональные представительства компании имеются в следующих городах:
- Дели
- Мумбаи
- Вишакхапатнам
- Калькутта

Представительства для связи:
- Агра
- Нью-Йорк
- Сингапур